# Rock and a Hard Place
Rock and a Hard Place är sjunde spåret på Rolling Stones album Steel Wheels, släppt 28 augusti 1989. Låten släpptes också som singel 13 november 1989.
Rocklåten, som går i högt tempo, skrevs av Mick Jagger och Keith Richards och spelades in mellan mars och juni 1989.
Texten beskriver en problematisk värld och verklighet. "This talk of freedom / And human rights / Means bullying and private wars and chucking all the dust into our eyes" ("Detta frihetssnack / Och mänskliga rättigheter / Betyder mobbning och personliga stridigheter och slår blå dunster* i våra ögon"), lyder några strofer på den fem minuter och 20 sekunder långa låten.
Refrängen lyder: "We're stuck between a rock / And a hard place / Between a rock and a hard place" ("Vi är tvungna att välja mellan pest / Eller kolera / Mellan pest eller kolera"). "We're in the same boat / On the same sea" ("Vi sitter i samma båt / På samma hav"), lyder andra strofer.
- slå blå dunster i någons ögon = vilseleda, föra någon bakom ljuset.

## Medverkande musiker
- Mick Jagger - sång
- Keith Richards, Ron Wood och Mick Jagger - elgitarr
- Bill Wyman - elbas
- Charlie Watts - trummor
- Matt Clifford och Chuck Leavell - keyboard
- The Kick Horns - blåsinstrument
- Lisa Fischer, Sara Dash och Bernhard Fowler - bakgrundssång